# Giuseppe Cambini
Giuseppe Maria Gioacchino Cambini (Livorno, 13 de fevereiro de 1746 — Paris, 29 de dezembro de 1825) foi um violinista e compositor erudito italiano

## Composições

### Obras
- Les romans (ballet-héroïque, livreto de L.-C.-M. de Bonneval, 1776)
- Rose et Carloman (comédie-héroïque, livreto de A.D. Dubreuil, 1779)
- La statue (comédie, libretto di M.-R. de Montalembert, 1784)
- La bergère de qualité (comédie, livreto de M.-R. de Montalembert, 1786)
- Le tuteur avare (opéra bouffon, livreto de J.-L. Gabiot de Salins, 1788)
- La croisée (comédie, 1788, Beaujolais)
- Colas et Colette (opéra bouffon, 1788, Beaujolais)
- Le bon père (opéra bouffon, livreto de J.-F. Le Pitre, 1788, Beaujolais)
- La prêtresse du soleil (drama, 1789, Beaujolais)
- La revanche, ou Les deux frères (comédie, livreto de P.U. Dubuisson, 1790, Beaujolais)
- Adèle et Edwin (opéra, 1790, Beaujolais)
- Nantilde et Dagobert (opéra, livreto de P.-A.-A. de Piis, 1791, Louvois)
- Les trois Gascons (opéra, livreto de Cambini, 1793, Louvois)
- Encore un tuteur dupé (comédie, livreto de P.-J.-A. Roussel, 1798, Montansier)

De atribuição dúbia
- Alcméon (tragédie lyrique, livreto de A.D. Dubreuil, 1782, nunca representada)
- Alcide (opéra, libretto di A.D. Dubreuil, 1782, nunca representada)
- L'Amour et la peur, ou L'amant forcé d'être fidèle (opéra-comique, livreto de Cambini, 1795)

### Música sacra
- Le sacrifice d'Isaac (oratoire françois, 1774)
- Joad (oratoire françois, 1775)
- Samson (oratoire, livreto de Voltaire, 1779; perdido)
- Le sacrifice d'Abraham (oratoire, 1780; perdido)
- 5 messe
- Miserere, motet à grand choeur (1775, perdido)
- Diversi altri mottetti